# Deutsche Forschungsanstalt für Segelflug

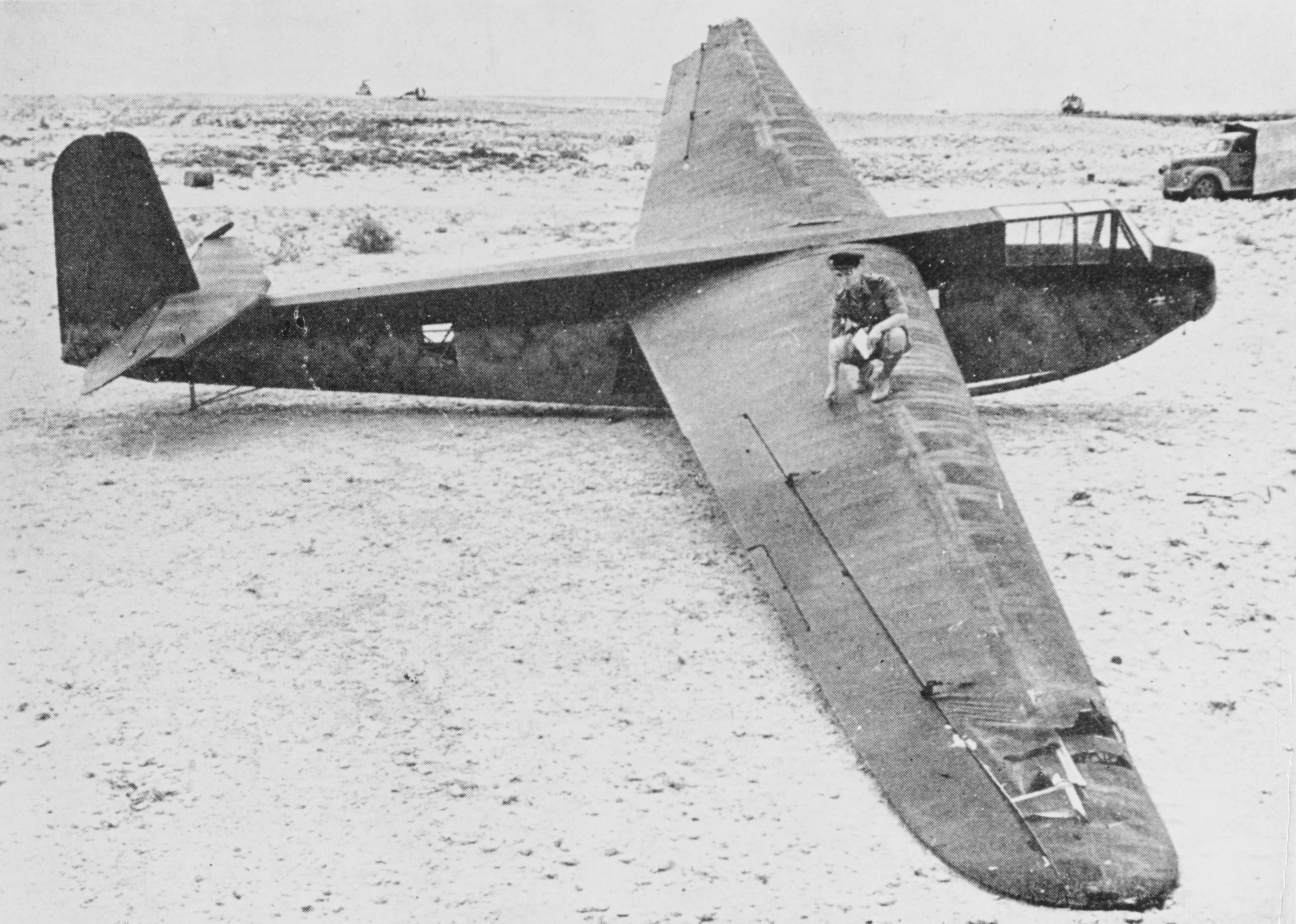
Planeador DFS 230

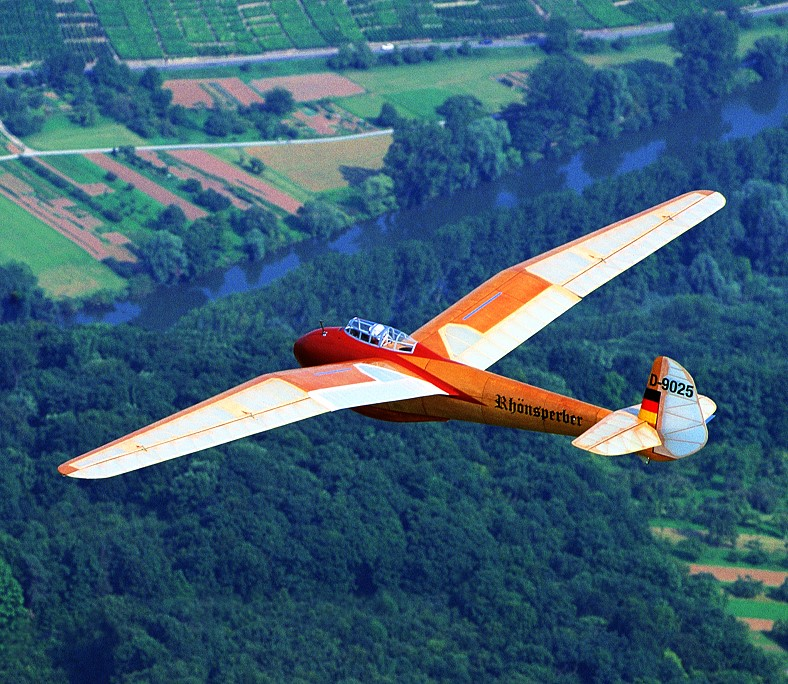
Planeador DFS rhoensperber

El Deutsche Forschungsanstalt für Segelflug, o DFS (Instituto Alemán de Investigaciones para el planeador de vuelo) se formó en 1933 para centralizar toda la actividad de volovelismo en Alemania. Se formó por la nacionalización de la Rossitten Rhön-Gesellschaft (RRG) en Darmstadt.

## Desarrollo
La DFS estuvo involucrado en la producción de planeadores de formación para las Juventudes Hitlerianas y Luftwaffe, así como la realización de la investigación en tecnologías avanzadas tales como las alas volantes y propulsión de cohetes. Aviones producidos por DFS notables incluyen el avión planeador DFS 230 de transporte (producción +1600), contraparte alemana de planeador británico Horsa Speed, y el DFS 194 precursor del famoso Messerschmitt Me 163.
En 1938, tras un fatal accidente ocurrido en Wasserkuppe, DFS celebró un concurso para realizar un freno más eficaz de velocidad para planeadores. El diseño final, producido por Wolfgang Ulrich Hütter de Schempp-Hirth, se usa hasta el día de hoy y, en general, se refiere como el "freno DFS".

## Lista de algunos de los principales proyectos de DFS aeronaves
(véase la lista por año para una lista completa):
- DFS Habicht
- DFS Kranich
- DFS 108 Weihe
- DFS Mo 6, planeador objetivo (sólo prototipos), 1936
- DFS Mo 12, véase el Argus As 292, 1937
- DFS 39, Diseño de investigación de Lippisch sin cola
- DFS 40, Diseño de investigación de Lippisch sin cola
- DFS 194, investigación de los aviones de cohetes, precursor del Me 163.
- DFS 228 aviones de reconocimiento alimentado por cohetes (sólo prototipo)
- DFS 230 planeador de transporte
- DFS 331 planeador de transporte (prototipo)
- DFS 332
- DFS 346 Avión supersónico de investigación

- Datos: Q513834
- Multimedia: Deutsche Forschungsanstalt für Segelflug memorial / Q513834